# Swynford Katalin lancasteri hercegné
Katalin, Lancaster hercegnéje (angolul: Katherine, Duchess of Lancaster, született Katherine de Roët, első házassága alatt Katherine Swynford, más írásmóddal Catherine vagy Katharine; Hainaut-i grófság, 1349 körül – Lincoln, 1403. május 10.) késő középkori hainaut-i-angol nemesasszony, Genti János lancasteri herceg szeretője, majd harmadik felesége, a Beaufort-család ősanyja, így minden angol uralkodó őse IV. Eduárd óta.
Katalin Hainaut-i Filippa angol királyné háztartásában nevelkedett, majd Lancasteri Blanka szolgálatába került, gondoskodott Blanka és férje, Genti János gyermekeiről. Időközben férjhez ment Sir Hugh Swynfordhoz, majd megözvegyült. Mialatt Genti János második feleségét, Kasztíliai Konstanciát szolgálta, a herceg szeretője lett. A kapcsolat közfelháborodást okozott, így a herceg kénytelen volt elküldeni magától Katalint, aki a királyi család szolgálatában maradt. Konstancia hercegné halála után a herceg váratlanul feleségül vette Katalint, a pápa pedig utólag törvényesítette négy gyermeküket.

## Származása
Katalin Paon de Roët (1305/1306 előtt – 1355 körül; más írásmóddal Payn/Payne, illetve Rœt/Rœlt) hainaut-i nemesember és lovag leányaként született, anyja neve nem ismert. Apja egyes források szerint a befolyásos Le Rœulx-családból (más írásmóddal Rouet, Roëlt vagy Ruet), esetleg annak egy kevésbé gazdag mellékágából származott. Ez a család kiterjedt uradalommal bírt a ma Belgiumban található Mons-tól nem messzi Le Rœulx kisváros környékén, és Nagy Károly császárig és Nagy Alfréd wessexi királyig vezette vissza családfáját. Míg ezt nem lehet bizonyítani, az biztosabb, hogy Paon apját Jean de Roët-nek hívták és 1315-ben halt meg, az ő apja pedig Huon de Roët volt.

### Apja, Paon de Roët élete
Paon nem volt gazdag, de rendelkezett valamennyi földdel Hainaut-ban. Hainaut-i Filippával, III. Eduárd király feleségével érkezett először Angliába 1327 decemberében. A következő év elején tartott esküvő után a királyné kíséretének nagy részét hazaküldték, kivéve néhány hölgyet és két férfit, köztük de Roët-t. 1334 körül kinevezték az aquitániai Guienne címerkirályának, 1340-ben pedig hadba vonult Franciaország ellen a kezdődő százéves háborúban. Az évtized közepétől ismét a királyné mellett volt az udvarban, legkésőbb 1349-ben pedig visszatért Hainaut-ba, ahol II. Margit grófnőt, Filippa királyné nővérét szolgálta. Ennek az évnek a nyarán serdülő leányát, Elizabeth-t vagy Isabelle-t (1335/1336 előtt – 1368. július 24. körül) a grófnő elhelyezte egy Mons környéki apátságban, mint chanoinness, címzetes kanonoknő; Katalin valószínűleg soha nem találkozott ezzel a testvérével.
De Roët először 1335 előtt házasodhatott meg, majd másodjára az 1340-es évek második felében; két házasságából négy ismert gyermeke született, valószínűleg ketten-ketten mindkét kapcsolatból. Feleségei nem ismertek, de lehetséges, hogy hainaut-i származásúak voltak, és esetleg távoli rokonságban álltak az ott uralkodó Avesnes-házzal. Elizabeth mellett első házasságából egy fia is született, Walter, legkésőbb 1338 és 1340 között.

## Gyermekkora
Katalin 1350 körül vagy valamivel előbb, valószínűleg 1349-ben, legkorábban 1345-ben született a Hainaut-i grófságban, (régebbi források szerint Pikárdiában), apja Mons környéki birtokain vagy Angliában. Apja negyedik gyermeke, Philippa, valószínűleg fiatalabb volt Katalinnál. 1351-ben apja II. Margit hainaut-i grófnő szolgálatában állt, amikor annak fia, Vilmos, elfoglalta a grófságot. Anyja támogatóit elüldözte, kastélyaikat lerombolta, hivatalaikat saját követői között osztotta szét, így de Roët Margittal menekült Angliába. A bizonytalan otthoni helyzet miatt valószínűleg a családját is magával vitte, a kolostorban élő Elizabeth kivételével. Miután Vilmos és Margit békét kötöttek, 1352 elején a grófnő és szolgái visszatértek Hainaut-ba. Ekkor de Roët Filippa királynéra bízta két leányát, így valószínű, hogy anyjuk már nem élt. Apjuk néhány éven belül, feltételezhetően 1355-ben szintén meghalt.

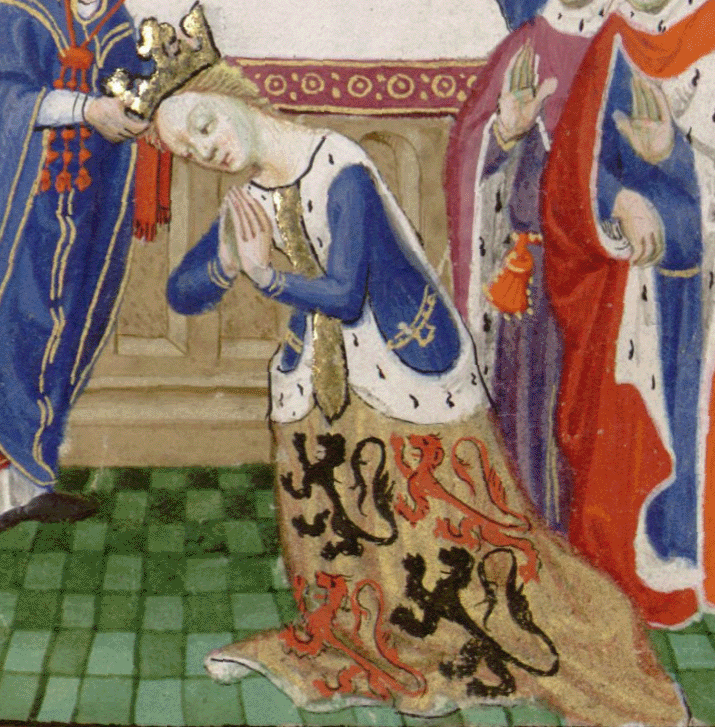
Hainault-i Filippa koronázása.

### Neveltetése Filippa királyné háztartásában
Katalin és húga, Philippa a királyné háztartásában, annak fiatalabb gyermekeivel és más nemesi gyermekekkel nőttek fel; Katalint egy Agnes Bonsergeant nevű dajka gondozta. Valószínűleg együtt nevelkedtek a királyi pár fiatalabb gyermekeivel, az 1344-ben született Walthami Máriával és az 1346-ban született Windsori Margittal. Három évvel később bátyjuk, Walter is Angliába költözött, ahol Woodstocki Eduárd walesi herceg szolgálatába állt.

A királyné felügyelete alatt a lányok megtanultak anglonormannul, az udvar hivatalos nyelvén, illetve angolul is, korábban beszélt nyelveik, a francia és a holland mellett. Etikettet és protokollt, táncot, hímzést és lovaglást tanultak, vadászni és solymászni jártak, udvari társasjátékokat játszottak. Katalin olvasni is tudott, bár írni valószínűleg nem, és jelentős műveltséget szerzett. Életének alapvetésévé vált a katolikus vallásosság. Egy ideig Filippa nevelte Lancasteri Blankát, távoli unokahúgát is, aki nyolc évvel volt idősebb Katalinnál; mivel a királyi pár közeli kapcsolatban volt idősebb gyermekeivel is, későbbi férjét, Genti Jánost is megismerhette ebben az időben.

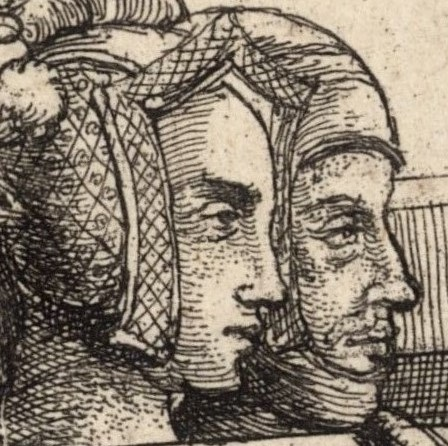
Lancasteri Blanka és Genti János arca a sírjukról; anakronisztikus ábrázolás, amelyet Blanka XVI. századi főkötőt visel.

### Első évei Lancasteri Blanka háztartásában
Valamikor 1365 előtt Katalin elhagyta a királynéi háztartást; lehetséges, hogy már 1360-ban Lancasteri Blankát szolgálta, aki 1359. május 19-én ment feleségül Genti Jánoshoz. Bár házasságukat politikai okokból a király rendezte el, egymásba szerettek és boldogan éltek. Amikor a hercegné 1360 elején első gyermekét várta, Filippa királyné háztartásába költözött; az ekkor tíz éves vagy kicsit idősebb Katalint talán ekkor helyezték Blanka mellé, mivel az ilyen korú lányokat gyakran bízták meg kisebb feladatokkal csecsemők körül, például a bölcső ringatásával. Katalint először 1365. január 24-én említik Blanka hercegné háztartásában, mint ancille-t, szolgálóleányt. Innentől kezdve biztosan a hercegi párral, az ország a királyi után legrangosabb és leggazdagabb embereivel utazott azoknak mozgó udvartartásával, és gyermekeik nevelésében játszott szerepet.

## Első házassága
Tizenéves kora első felében Katalint férjhez adták Sir Hugh Swynfordhoz, a lancasteri herceg egyik emberéhez, egy ősi, de nem túl gazdag földbirtokos család tagjához. Erre 1362-ben vagy 1363-ban került sor, amikor Sir Hugh megörökölte a Swynford-birtokokat, Katalin pedig elérte a megfelelő kort, de mindenképpen 1365. január 24-e előtt, amikor egy okirat már férjezett nevén említi. A házasságot valószínűleg a hercegi pár rendezte el, esetleg a királyné tanácsai alapján. Katalin férje Sir Thomas Swynford és Nichola Basset of Weldon fia volt, és legkésőbb 1340-ben született. Katonaként szolgált, kortársai „ravasz és félelmetes harcosként“ ismerték. Apjától két kicsi, rossz állapotú és kevés jövedelmet biztosító birtokot örökölt Lincolnshire-ban, a hozzájuk tartozó udvarházakkal; Kettlethorpe volt fő lakhelye, Coleby pedig a másodlagos. Bevétele a falusi földbérlőktől származott, ám volt elég háztartása ellátására a hercegtől kapott jutalmak nélkül. Földjei kövesek, szárazak és nehezen művelhetőek voltak. A házaspár emellett gyakran tartózkodott a térség legfontosabb városában, Lincolnban is.

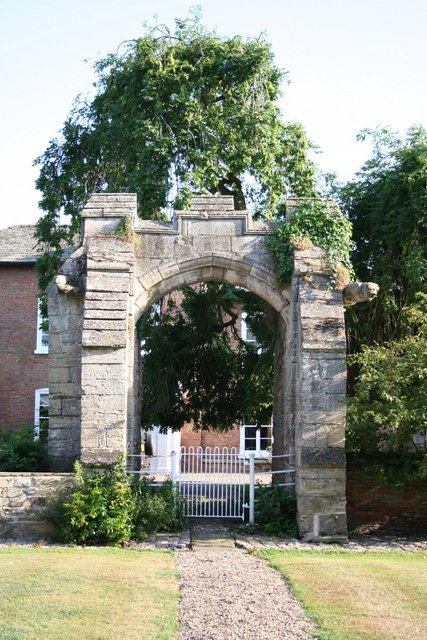
XIV. századi kapu maradványa Kettlethorpe Hall, a Swynford-család otthona mellett.

Katalin és Hugh kapcsolatáról semmit sem tudunk, de Lucraft szerint valószínű, hogy saját akaratából ment férjhez, és kedvelte Swynfordot. Társadalmi állás és vagyoni helyzet tekintetében egymáshoz illőek voltak; korban legalább tíz év különbség volt köztük. Hugh katonaként sok időt töltött külföldön, Katalin a kor elvárásainak megfelelően teljesítette egy feleség kötelességeit: vezette a kettlethorpe-i háztartást és átvette férje ügyeit, ha az távol volt. Kortársai emiatt Kettlethorpe úrhölgyeként (Lady of Kettlethorpe) ismerték. Katalin és Hugh is sok időt töltött a hercegi udvarban, gyermekeikkel együtt. Katalin fő feladata Lancasteri Blanka gyermekeinek gondozása volt.
1366 novemberében Sir Hugh Aquitániába utazott, hogy csatlakozzon Genti János seregéhez, amely a kasztíliai trónbitorló, Enrique de Trastámara (II. Henrik király) ellen vonult. Katalin ekkor terhes volt a fiával, aki a következő év elején született. Férje 1367 októberében tért vissza hozzá. 1368 augusztusában Lancasteri Blanka világra hozta hetedik gyermekét, szeptember 12-én pedig meghalt, valószínűleg a szülés okozta komplikációkban. Férje és egész háztartása mélyen gyászolta, valószínűleg Katalinra is nagy hatással volt a veszteség, mivel gyermekkora óta ismerte Blankát. A szokások szerint a néhai hercegné háztartását feloszlatták, ám lehetséges, hogy Katalin az elárvult gyermekek mellett maradt; leánya, Blanka biztosan velük élt legalább a következő év végéig. 1369 augusztusában meghalt Filippa királyné is, aki felnevelte Katalint és a húgát.
1369 őszén Hugh Swynford Franciaországban szolgált, majd novemberben hazatért. Következő bevetésén 1370-ben Aquitániába ment, ahol valamilyen betegségben életét vesztette november 13-án. Szegénysége miatt lehetséges, hogy ott is temették el.

### Gyermekei első férjétől
Három vagy négy gyermekük érte meg a felnőttkort, akiknek sorrendje és születési éve bizonytalan:
1. Blanche Swynford (1363 körül – 1375 körül), Genti János keresztlánya, a hercegi pár gyermekeinek játszótársa 1368-tól.
2. Margaret Swynford (született 1364 körül), apáca a Barking-apátságban 1377-től. Szüleiről nincsenek pontos feljegyzések, ám szinte bizonyos, hogy Katalin és Hugh leánya volt, mivel csak így, Genti János közbenjárására szerezhetett királyi ajánlást, hogy bekerüljön az ország legválogatottabb apácái közé.
3. Dorothy Swynford (született 1366 körül), akit először a XVI. században említenek a források, mint Thomas Thimelby of Poolham feleségét.[35]
4. Sir Thomas Swynford II (1367. február 4. – 1432. április 2.), örökölte apja birtokait 1371-ben, 1401 és 1402 között pedig Lincolnshire seriffjeként szolgált.[28]

Majdnem teljesen biztos, hogy Katalin első négy gyermeke valóban Hugh Swynfordtól, és nem szeretőjétől, Genti Jánostól született. Amikor a lancasteri herceg pápai diszpenzációért folyamodott, hogy feleségül vehesse Katalint, megemlítette, hogy egyik leányának (aki kiemelten „egy másik férfitól született“) a keresztapja volt, ami az egyházi törvények értelmében nem lehetett volna, ha az apja. A továbbiakban a kérvény így fogalmaz: „ugyanezen János herceg házasságtörő módon megismerte ugyanezen Katalint, ő ment lévén a házasságtól, de a házasság még létezvén ugyanezen János herceg és Konstancia között, és gyermekeket nemzett általa“. Swynford Katalin életrajzírója, Alison Weir szerint a korszellemből és Genti János személyiségéből is következik, hogy nem hazudtak volna a pápának szóló hivatalos iratban, hiszen ez mind közös gyermekeik törvényességét és örökségét, mind János és Katalin lelki üdvösségét veszélyeztette volna.

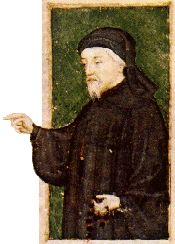
Geoffrey Chaucer képmása 1412-ból, Thomas Hoccleve által, aki talán személyesen is ismerte a költőt.

### Rokonsága Geoffrey Chaucerrel
Valamikor 1366. szeptember 12. előtt Philippa, Katalin húga is férjhez ment. Ő mindvégig Filippa királyné mellett maradt, és ő is házasította ki: a király egyik emberét, a növekvő megbecsülésnek örvendő közrendű költőt, Geoffrey Chaucert választotta. Így Katalin rokonságba került az első angol nyelven alkotó költővel, egy híresen olvasott és tehetséges filozófussal. Egyes elméletek szerint Genti János Philippa Chaucert is a szeretőjévé tette, és annak gyermekei a hercegtől születtek, ez azonban nem valószínű: a herceg elismerte törvénytelen gyermekeit és gondoskodott róluk, Philippát és gyermekeit azonban csak akkora mértékben ajándékozta meg, mint más, a feleségei háztartásához tartozó vagy azokkal rokonságban álló asszonyokat. A Katalinnal kötendő házassága miatt a pápához írt diszpenzációs kérelem sem említi, hogy ilyesmi történt volna, pedig a kor egyházi törvényei szerint egy férfi nem vehette feleségül volt szeretője testvérét különleges engedély nélkül.

## Özvegysége
Férje halála után Katalin nehéz anyagi helyzetbe került. Hűbérurának, Lancaster hercegének volt a feladata, hogy segítsen rajta, és Genti János hamarosan el is helyezte őt új felesége, Konstancia kasztíliai királynő kíséretében. Először 1373 márciusában említik őt a királynő háztartási iratai, ám valószínű, hogy ekkor már egy éve, Konstancia angliai kíséretének 1372 januári-februári összeállítása óta itt szolgált húgával, Philippa Chaucerrel együtt. Az új hercegné a hertfordi várba költözött mostohagyermekeivel együtt, és valószínűleg itt élt vele Katalin és Philippa is.

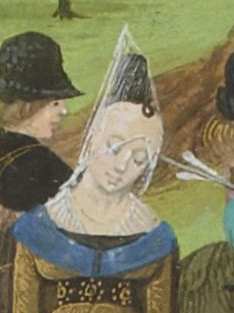
Konstancia királynő arcképe Jean Froissart XV. századi Krónikájából.

Genti János 1370 őszén vette feleségül Kasztíliai Konstanciát, Kasztília és León királynőjét, akit korábban évekig túszként őrzött, mivel apja, III. Péter, nem fizette ki a trónjáért vívott háború költségeit. János innentől kezdve Spanyolország királyának tekintette magát. Bár felesége gyönyörű és jámbor asszony volt, akivel országot is szerzett, nem éltek boldog házasságban. Udvariasan és tiszteletteljesen viselkedtek egymás iránt, de nem illettek össze: Konstanciát lekötötte trónja visszaszerzése és apja halálának megbosszulása, férjében elsősorban ennek eszközét látta. Hányattatott gyermekkora után nem próbált meg beilleszkedni Angliában, kasztíliai hölgyeivel töltötte a legtöbb időt, és spanyol szokások szerint élt. Közel sem volt olyan művelt vagy érdeklődő, mint a férje. Soha nem tanult meg igazán angolul, ahogyan János sem spanyolul.

## Genti János szeretője
A lancasteri herceg valamikor második házassága elején kezdte meg viszonyát az özvegy Swynford Katalinnal; 1372. május 1-jén tíz fontot adott neki ajándékba, akkora összeget, mint amit Philippa Chaucer évjáradékként kapott. Ekkora már bizonyos, hogy szeretők voltak. A házasságában magányos herceg beleszeretett a szépségéről híres, okos és művelt Katalinba, akit annak gyermekkorában is ismert, és aki első, boldog házasságában is háztartása tagja volt, ismerte és szerette első feleségét. Emellett a herceg mindig kedvelte a Hainaut-ból, anyja hazájából származó embereket. Jean Froissart szerint a kapcsolat a herceg első házassága alatt kezdődött, ez azonban Weir szerint nem valószínű.
Genti János, aki földesúri kötelességeinek megfelelően korábban is segítette a nehéz anyagi helyzetbe került özvegyasszonyt, innentől kezdve minden lehetséges módon gondoskodott róla. A korabeli törvények értelmében Katalin kiskorú fiának gyámsága hűbérura, a lancasteri herceg kezébe került, aki szokatlan gyorsasággal intézte el, hogy Katalin legyen fia és az örökség gondviselője: 1372 szeptemberében Katalin már a teljes Swynford-birtokot irányította, és az övé volt kiskorú fia kiházasításának joga is. Valószínű, hogy eddigre Katalin már várandós volt Genti János gyermekével, így a herceg a családjáról gondoskodott. 1373 és 1381 között a párnak legalább négy gyermeke született, akiknek pontos születési dátuma nem ismert; mindannyian a Beaufort vezetéknevet kapták. Konstancia királynő, a herceg törvényes felesége valószínűleg már 1373-ban tudomást szerzett férje kapcsolatáról, de úgy tűnik, az egyáltalán nem zavarta őt. Katalin ezekben az években a lancasteri herceg első házasságából való lányainak nevelőnőjeként dolgozott.
1375 nyarára a kapcsolat köztudomásúvá vált; ekkor, vagy a következő évben említették először Katalint mint „Lady Katherine Swynford, mistress of the Duke of Lancaster“, „Swynford Katalin, Lancaster hercegének szeretője“. Katalin nem avatkozott bele a közügyekbe, és gyakran visszavonult saját birtokaira, de sok utazásra elkísérte János herceget. Minden jel arra mutat, hogy a herceg törvényes gyermekei elismerték törvénytelen féltestvéreiket és szerették Katalint is; apjuk szeretőjének első házasságából való gyermekeit is befogadták a családi körbe. A herceg további birtokokkal és évjáradékokkal biztosította szeretője és gyermekei jövőjét, de Katalin maga is vásárolt kisebb földeket. 1378-tól húga, Philippa is vele élt Kettlethorpe-ban.

### Gyermekei Genti Jánostól
A Beaufort-házat alapító négy gyermek törvénytelennek született, 1397 februárjában egy pápai bulla törvényesítette őket. A nekik adott vezetéknév eredete ismeretlen.
1. Beaufort János (1372/1373 körül – 1410. március 16.), Somerset első grófja 1397-től, Dorset első őrgrófja 1397–1399, Anglia lovászmestere 1404-től.
2. Beaufort Henrik (1375 körül – 1447), Lincoln püspöke 1398 és 1404 között, ezután Winchester püspöke, 1426-tól protopresbiter.
3. Beaufort Johanna (1377 körül – 1440. november 13.), először Robert Ferrers of Wem felesége, majd Ralph Neville-é, aki 1388-tól Neville negyedik bárója, 1397-től Westmorland első grófja volt.
4. Beaufort Tamás (1381 januárja körül – 1426. december 27.), Dorset első grófja 1411-től, Exeter első hercege 1416-tól, első Lillebon báró és Harcourt grófja 1418-tól.

## Szakítás a herceggel
1381-re a lancasteri herceg kapcsolata köztudomású volt, és a legtöbben elítélően nyilatkoztak róla. Az abban az évben bekövetkező parasztlázadás során a felkelők a herceg és szeretője életére törtek, de mivel őket nem találták, János londoni házát fosztották ki és égették le. A herceget mélyen megrázták az események, és magát hibáztatta a történtekért. Bejelentette, hogy véget vet erkölcstelen kapcsolatának és új életet kezd. A nyilvánosság előtt kibékült feleségével, Konstanciával, és innentől vele élt. 
Katalin visszavonult a hercegi háztartásból, és Lincolnba költözött. A továbbiakban is jó viszonyban maradt a királyi családdal, újévi ajándékokat kapott és jelen volt a herceg menyének gyermekágyánál. 1387 áprilisában II. Richárd király a Térdszalagrend hölgyévé tette Katalint, ami a legmagasabb nők számára elérhető érdemrend volt. Az év karácsonyán Katalin csatlakozott a lancasteri herceg menyének, Bohuni Máriának háztartásához, és gondoskodott annak gyermekeiről. Az 1380-as évek végén János herceg három évet külföldön töltött; miután 1389 novemberében hazatért, elkezdte elrendezni törvénytelen gyermekeinek életét. Legidősebb fia, János, aki a kedvence volt, katona lett és birtokadományokat kapott, Henriket egyházi pályára szánta. 1392 körül férjhez adta egyetlen Katalintól született leányát, Johannát, fia, János számára pedig a király unokahúgának kezét szerezte meg. Valamikor 1391 körül Genti János újrakezdte kapcsolatát Katalinnal.

## Lancaster hercegnéje
1394. március 24-én meghalt Genti János felesége, Kasztíliai Konstancia. A herceg hamarosan elhatározta, hogy feleségül veszi szeretőjét, amire 1396. január 13-án került sor a lincolni székesegyházban. Ezzel Katalin az ország első hölgyévé vált, mivel a király éppen özvegy volt. Az udvart felháborította a herceg döntése, különösen öccse, Woodstocki Tamás, Gloucester hercege és felesége, Bohuni Eleonóra tiltakozott. Mivel a hercegi pár csak szóban kapott diszpenzációt a pápától, tartottak tőle, hogy házasságukat érvénytelennek fogják nyilvánítani. Kérésükre 1396. szeptember 1-jén a pápa bullában nyilvánította törvényesnek a házasságot és gyermekeiket. 
Ezt követően Katalint befogadta a királyi család és az udvar. Ő lett a fiatal Valois Izabella királyné legfontosabb kísérője és bizalmasa, amikor a hétéves kislány megérkezett Angliába, Beaufort-gyermekei pedig előnyösebb helyzetbe kerültek; a király 1397 februárjában erősítette meg törvényességüket. Katalin és a herceg leánya, az özvegy Johanna második házasságát egy jelentős nemesemberrel, Ralph Neville-el köthette, János fiukból Somerset grófja lett, Tamás is adományokat kapott, Henrik pedig az oxfordi egyetem dékánja és kancellárja lett. Katalin második házassága tizennyolc hónapig tartott, ebből tíz hónapig az ország első hölgye volt, de az új királyné érkezése után is sok időt töltött az udvarban.

## Második özvegysége
1399. február 3-án Lancaster hercege, aki már évek óta gyengélkedett, végrendeletet írt, és még aznap meghalt. Valamilyen, talán szexuális eredetű betegségben szenvedett, és állapotát jelentősen rontotta fiának, Bolingbroke Henriknek a tíz évre szóló száműzetése 1388 szeptemberében. János értékes bútorokat, ékszereket és ruhadarabokat hagyott a feleségére, de a királyi esküdtek minden Katalint illető birtokot és tárgyat lefoglaltak. Miután az özvegy hercegné kérelmet nyújtott be II. Richárdnak, 1399. március 9-én visszakapta jogos örökrészét. Március 18-án azonban a király törvénytelen módon élethosszig tartó száműzetésre ítélte unokatestvérét, Genti János örökösét, Bolingbroke Henriket, és lefoglalta a hatalmas Lancaster-örökséget. Katalin megtarthatta a hitbérét, és nem szólalt fel a király cselekedetei ellen. Átadta a Swynford-birtokok igazgatását fiának, Thomasnak, és Lincolnban bérelt házat, ahol haláláig élt.

### A király anyja
1399 őszén Bolingbroke Henrik hadsereggel tért vissza Angliába, legyőzte és bebörtönözte II. Richárdot, és IV. Henrikként trónra lépett. Katalin mindkét házasságából származó fiai támogatták őt. Henrik szeretettel és elismeréssel beszélt mostohaanyjáról, akit innentől hivatalosan mint a „király anyja“ ismertek. Katalin ennek ellenére nem vett részt többé a közéletben, hanem csendes életet élt Lincolnban, élvezve a király ajándékait.

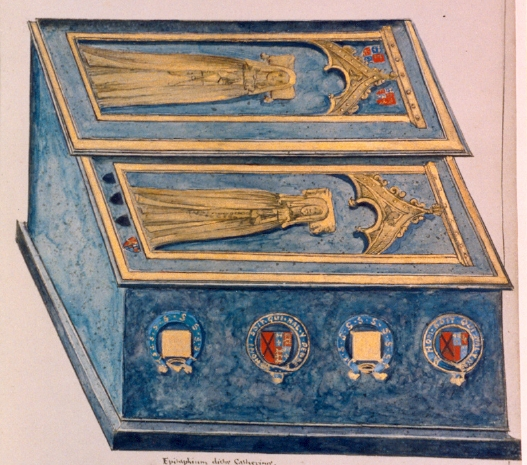
Katalin (felső, nagyobb) és leánya, Johanna síremléke William Dugdale rajzán.

### Halála

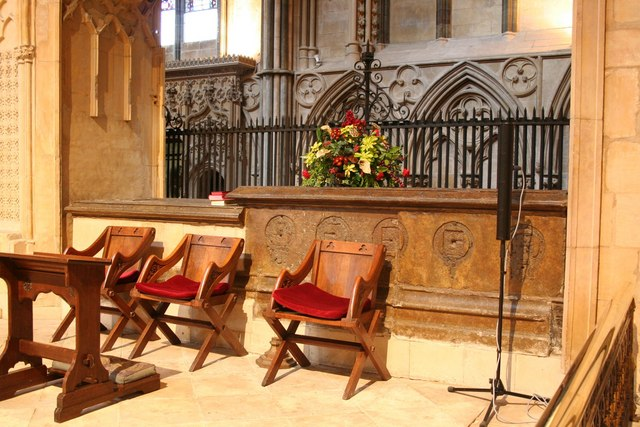
Katalin és Johanna síremléke ma.

Katalin 1403. május 10-én halt meg lincolni házában, és kérésének megfelelően az ottani székesegyházban temették el, ahol másodjára férjhez ment. Nyughelye fölé stukkókal díszített purbecki márvány síremléket építettek, tetején rézboltozat ábrázolta Katalint özvegyi ruhában. Leánya, Beaufort Johanna 1437-ben alapítványi kápolnát tervezett emelni, ahol anyja lelki üdvéért imádkoztak volna, de nem tudni, ez megvalósult-e. 1440-es halála után Johannát végakarata értelmében anyja mellé temették. Az angol reformációig végeztek szolgálatokat a két hölgy lelkéért, sírjaik 1644-ig álltak sértetlenül, amikor az angol polgárháború során kifosztották a székesegyházat, és egyes források szerint a maradványokat is eltávolították. Valószínű azonban, hogy csak a síremlék sérült meg, Katalin és Johanna pedig továbbra is a padló alatti kamrában nyugszik, az emlékmű és az azt körülvevő emlékkápolna maradványai alatt.

„Itt nyugszik Katalin úrhölgy, Lancaster hercegasszonya, az igen nemes és igen kegyes János királyi hercegnek, Lancaster hercegének, az igen nemes III. Eduárd király fiának felesége, aki a kegyelem 1403. évében, május 10-én halt meg, lelkének Isten irgalmazzon és kegyelmezzen. Ámen.”